# Casa Beccaria
Casa Beccaria (conosciuta anche come Palazzo Beccaria) è un palazzo settecentesco di Milano, rimaneggiato nel corso del XIX secolo in forme neoclassiche. Storicamente appartenuto al sestiere di Porta Comasina, si trova in via Brera 6.

## Storie e architettura
Il palazzo, già esistente nel Settecento, deve il suo aspetto attuale ad un successivo rimaneggiamento in chiave neoclassica, portato a compimento nella prima metà dell'Ottocento dall'architetto Gaetano Faroni. Egli, oltre a ricoprire completamente la facciata di bugnato liscio, la arricchì con alcuni medaglioni raffiguranti varie figure, tra cui quella dello stesso Cesare Beccaria e quella di Gaetana Agnesi.
Fu in questa casa infatti che nel 1738 nacque Cesare Beccaria; sempre in questa casa nel 1761 nasceva anche sua figlia Giulia, futura madre di Alessandro Manzoni. Qui Cesare Beccaria avrebbe scritto la maggior parte delle sue opere, e sempre qui avrebbe trovato la morte nel 1794.